# Аламгир II
Азиз ад-Дин Абу-ль Адль Мухаммед Аламгир (хинди आलमगीर द्वितीय; 16 июня 1699, Мултан — 29 ноября 1759, Котла Фатех Шах близ Дели) — правитель, падишах Империи Великих Моголов в Индии в 1754-1759 годах.
Аламгир II был вторым по старшинству сыном принца Мааз уд-Дина, впоследствии Великого Могола Джахандар Шаха (правил в 1712—1713 годах). После того, как его отец был свергнут с престола, Аламгир был схвачен новым падишахом Фаруком Сийяром и посажен в тюрьму. Позднее, 21 января 1714 года пленник был ослеплён по приказу Фарука Сийяра. Принц находился в заключении до 1754 года, когда был освобождён Газиутдином Имад уль-Мульком — племянником низама Хайдарабада. 2 июня 1754 года, в возрасте 55 лет, он становится падишахом и берёт себе имя Аламгир II в честь своего прадеда Аурангзеба Аламгира. Фанатичный мусульманин, Аламгир II таким образом хотел выразить своё уважение к строгой вере своего великого прадеда.
Имад уль-Мульк, свергнувший с помощью маратхских князей предшественника Аламгира II, Великого Могола Ахмад Шаха, при новом падишахе занимает пост великого визиря (вазир и-мамалик). Аламгир II был в его руках марионеткой, которому запрещалось без особого разрешения даже покидать свой дворец. Аламгир был послушным орудием в руках всесильного временщика Имад уль-Мулька.
В 1754 году в Аллахабаде провозгласил себя независимым правителем Мухаммад Кули-хан (1754—1758). В 1756 году в районе Дели — Агра возникло государство джатов, которое возглавил Сураджа Мал.
В 1756 году в Могольскую империю вторглась афганская армия под командованием Ахмад Шаха Дуррани, захватила Дели и Агру, и разграбила Матхуру. Имад уль-Мульк бежал из столицы, однако падишах Аламгир остался в городе. Афганцы захватили огромную добычу, оцениваемую в 120 миллионов рупий. Аламгир был вынужден уступить Ахмад Шаху провинции Пенджаб, Кашмир и Синд.
В завязавшейся затем распре за власть между назначенным Ахмад Шахом афганским визирем и Имад уль-Мульком, опиравшимся на помощь контролировавших северную Индию маратхов и желавшего вернуть себе должность высшего лица в государстве после падишаха, Аламгир показал себя бессильным что-либо предпринять. После окончания афганского нашествия маратхи вторглись в Пенджаб и заняли эту территорию вместе в Мултаном, разгромив сына Ахмад Шаха Дуррани Тимур Шаха. В 1759 году афганцы выбили маратхов из Дели и полностью разорили могольскую столицу. После отступления афганцев великий визирь Имад уль-Мульк с помощью матратхов вторично захватил Дели. Опасаясь усиления влияния афганцев, Имад уль-Мульком вместе с вождём маратхов Садашиврао Бхао был организован заговор с целью истребления всей семьи Аламгира и его самого. 29 ноября 1759 года падишах скончался от многочисленных ран, нанесённых ему кинжалами подосланных Имад уль-Мульком убийц. Его наследником на троне был другой правнук Аурангзеба, Шах Джахан III. Однако через несколько месяцев правления он тоже был свергнут и падишахом стал старший сын Аламгира II Шах Алам II.

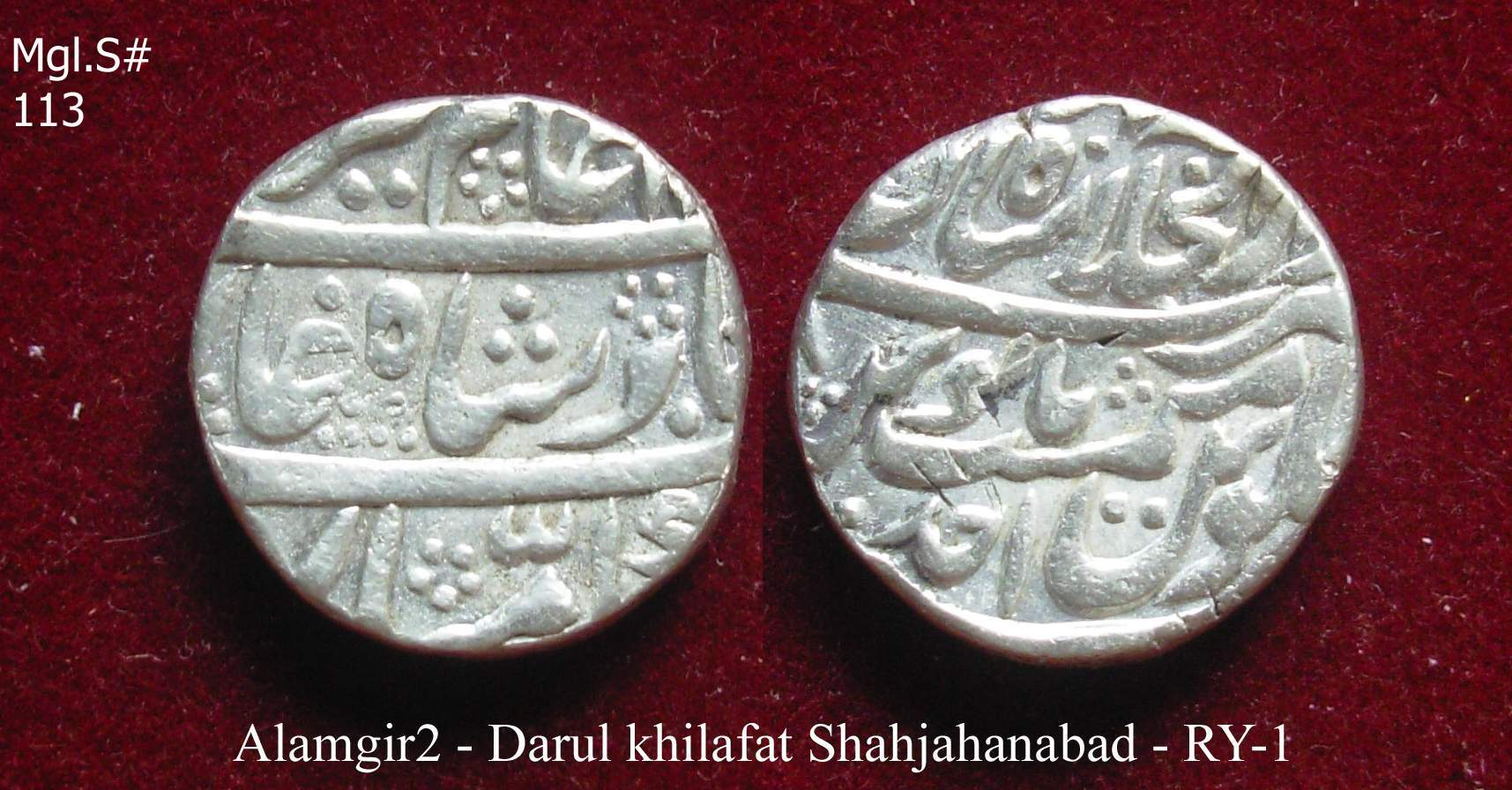
Серебряные рупии Аламгира II

У Аламгира II было 8 жён, от которых у него родились 8 сыновей и 12 дочерей. Похоронен в делийском мавзолее Хумаюна.